# 1303

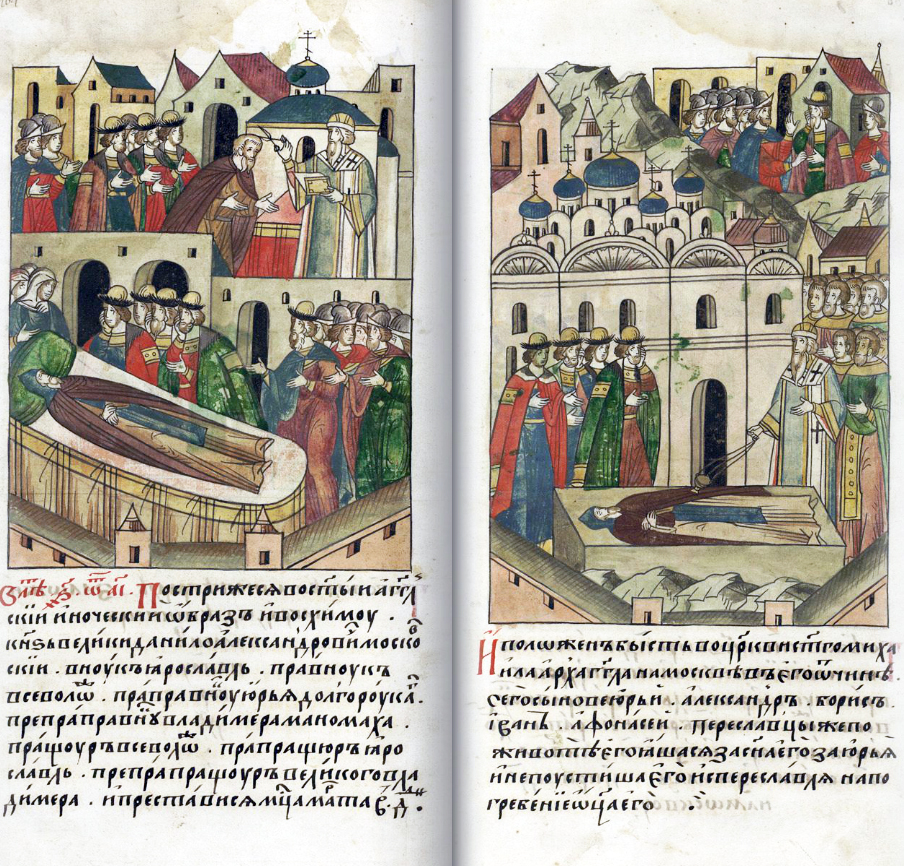
dood van Daniël van Moskou

Het jaar 1303 is het 3e jaar in de 14e eeuw volgens de christelijke jaartelling.

## Gebeurtenissen
maart
- 20 - Slag bij Duivenland: Dirk van Haarlem sneuvelt tegen de Vlamingen.
- 28 - Onder leiding van Willem, de zoon van graaf Jan II van Holland, wordt een plundertocht naar Walcheren gehouden.

april
- 2 - Jan II van Avesnes van Holland en Henegouwen verovert Lessen. De stad en 22 dorpen in de omgeving worden in brand gestoken.
- 4 - Slag bij Arke: De Vlamingen onder Willem van Gulik de Jongere weerstaan de Fransen onder Guy de Châtillon, die daardoor het graafschap niet kunnen binnentrekken.
- 20 - In de bul In suprema praeminentia dignitatis sticht paus Bonifatius VIII de Universiteit van Rome.

mei
- 9 - Na een belegering van slechts 9 dagen geeft Willem van Holland zich in Middelburg over tegen Gwijde van Namen. Gwijde verovert hierna geheel Zeeland met uitzondering van Zierikzee.
- 20 - Verdrag van Parijs: Frankrijk geeft Gascogne terug aan Engeland. Kroonprins Eduard zal trouwen met een Franse prinses.
- mei - Beleg van Maastricht: Luikse troepen onder Jan van Bar belegeren Wyck, maar worden verslagen door de Brabanders.

september
- 7 tot 9 - Gijzeling in Anagni: paus Bonifatius VIII wordt gegijzeld door Franse soldeniers en de Romeinse familie Colonna. Na twee dagen wordt hij door het volk van Rome bevrijd.
- 8 - Meester Eckhart wordt op het, voor het eerst plaatsvindende, Provinciaal Kapittel van de Predikheren in Erfurt gekozen tot eerste provinciaal van Saksen, bestaande uit 47 mannenkloosters.

oktober
- 21 en 22 - Conclaaf van 1303: Benedictus XI wordt gekozen als opvolger van paus Bonifatius VIII.

december
- 1 - Het patronaatsrecht van de kerk van As en Gellik wordt toegekend aan de abdis van Munsterbilzen, terwijl dat van Genk en Riemst naar de graaf van Loon gaat.

zonder datum
- Beleg van Amsterdam: Jan I van Amstel grijpt tijdelijk de macht in Amsterdam.
- Het graafschap Nassau wordt verdeeld tussen de broers Hendrik I (Nassau-Siegen), Emico I (Nassau-Hadamar) en Johan (Nassau-Dillenburg).
- Waalwijk krijgt stadsrechten.
- De universiteit van Avignon wordt gesticht.
- Augustinus van Hippo wordt heilig verklaard.
- In Zaragoza wordt het eerste klooster van de Reguliere Kanunnikessen van het Heilig Graf gesticht.
- Wenceslaus II van Bohemen trouwt met Elisabeth Richezza
- oudst bekende vermelding: Acht (1 juli), Delfzijl (19 juni), Strijp

## Opvolging
- Bourgondië: Otto IV opgevolgd door Robert
- patriarch van Constantinopel: Johannes XII opgevolgd door Athanasius I
- Duitse Orde: Godfried van Hohenlohe opgevolgd door Siegfried van Feuchtwangen
- Koejavië: Ziemovit van Dobrzyń opgevolgd door Pzemysł van Inowrocław
- Lotharingen: Ferry III opgevolgd door Theobald II
- Moskou: Daniël opgevolgd door zijn zoon Joeri
- Naxos: Marco II opgevolgd door Guglielmo I
- paus (22 oktober): Bonifatius VIII opevolgd door Niccolò Boccasini als Benedictus XI

## Afbeeldingen

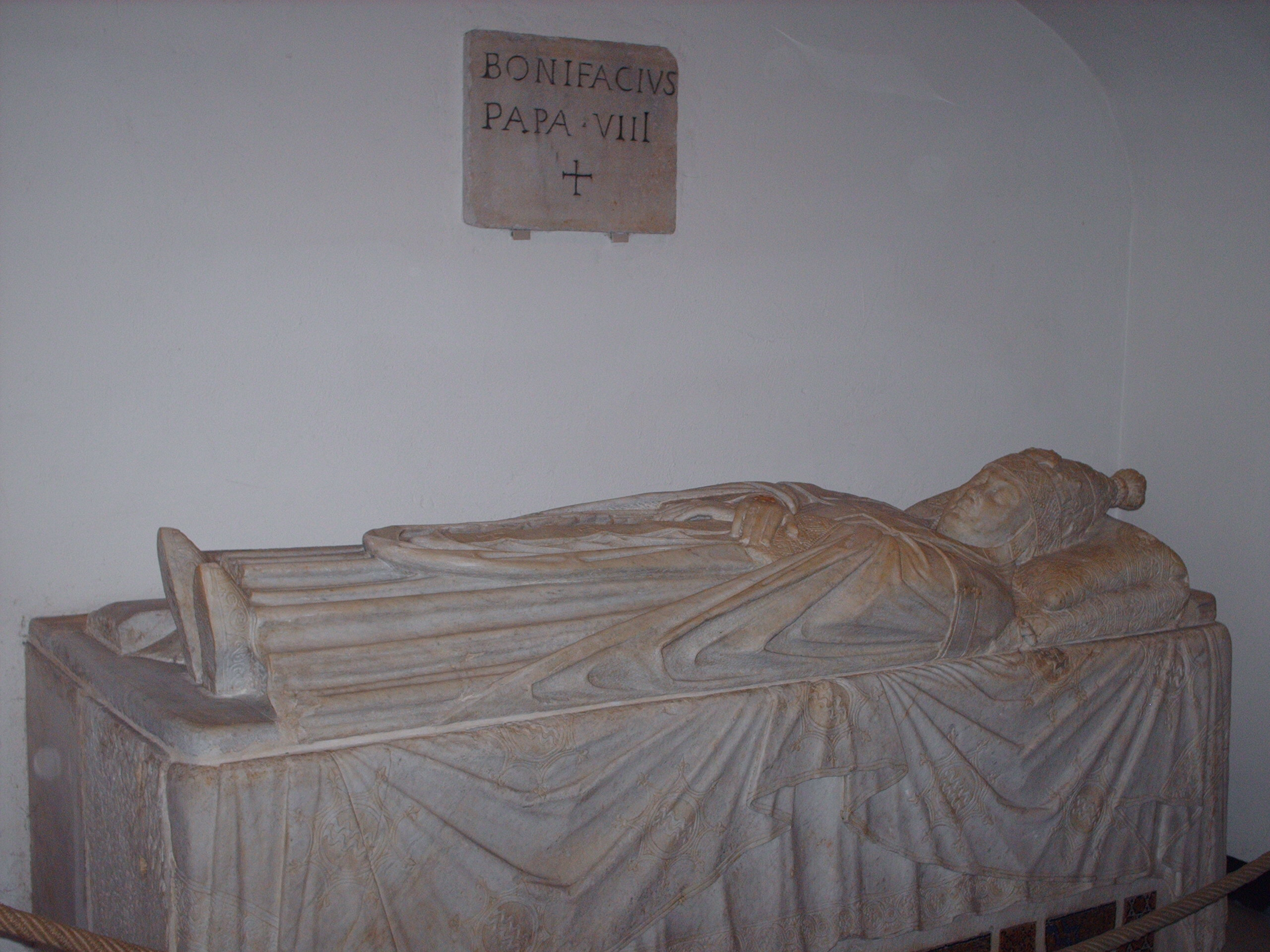
Graftombe van Bonifatius VIII
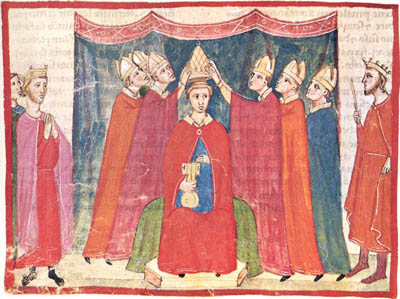
Benedictus XI tot paus gekroond
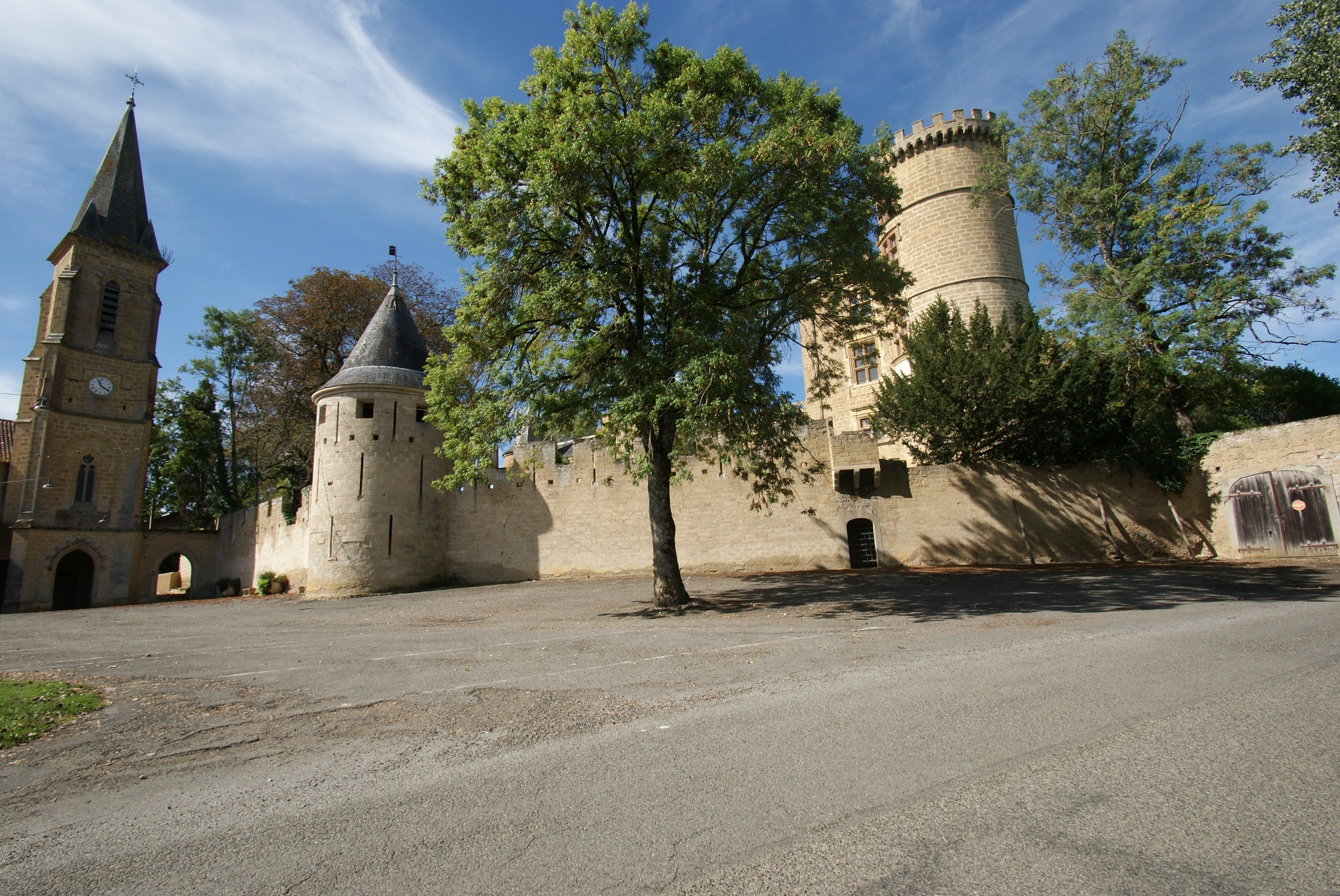
Kasteel van Saint-Blancard, gebouwd 1303
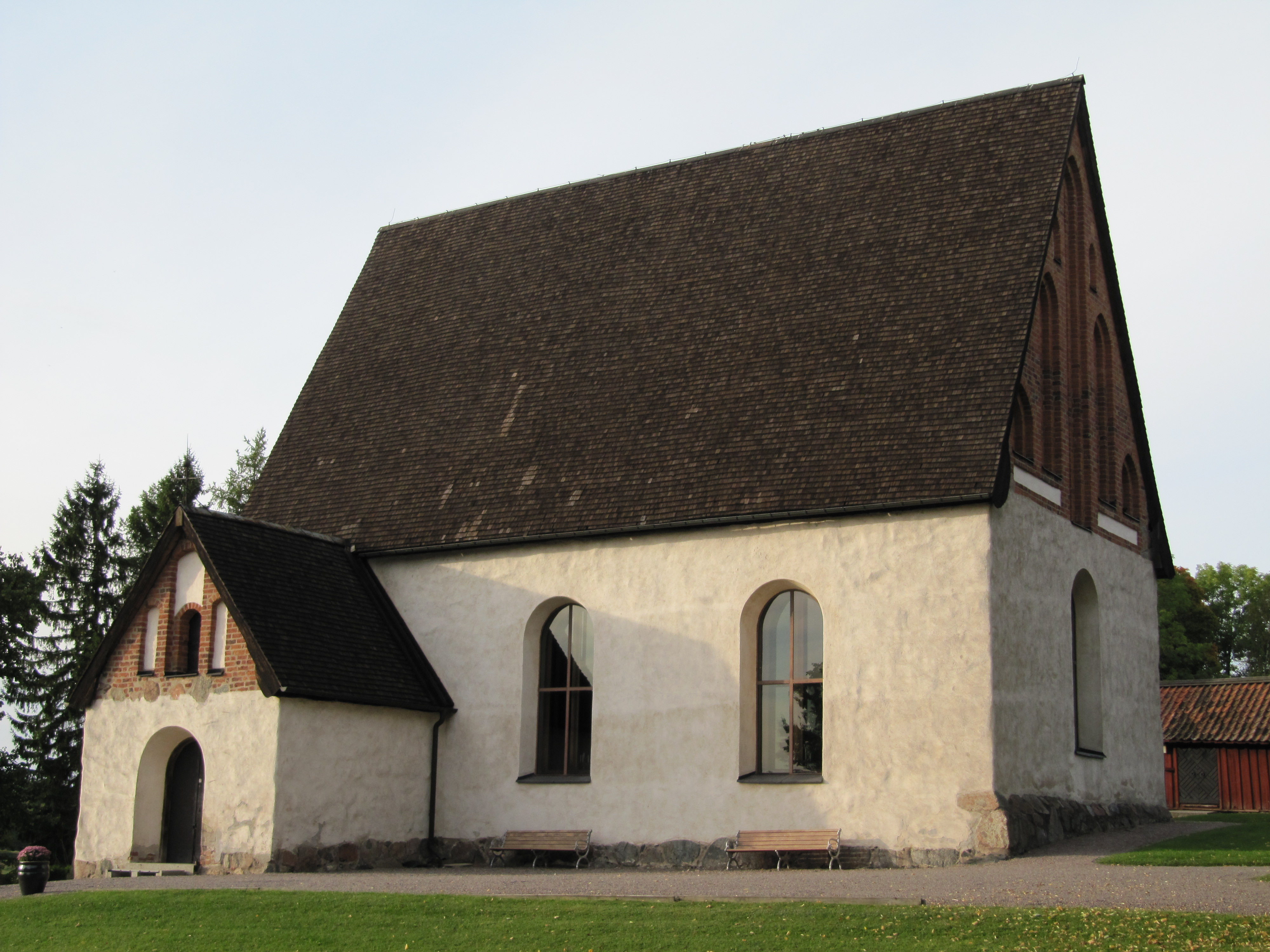
Knivsta kyrka, Zweden, gebouwd 1303

## Geboren
- 12 juli - Hugh II van Devon, Engels edelman
- Birgitta van Zweden, Zweeds mystica

## Overleden
- 4 maart - Daniël (~41), vorst van Moskou
- 26 maart - Otto IV (~54), graaf van Bourgondië
- 19 mei - Ivo Hélory (49), Bretons priester
- 6 juli - Otto VI van Brandenburg, Duits edelman
- 8 augustus - Hendrik van Castilië (73), Castiliaans prins
- 11 oktober - Paus Bonifatius VIII (~68), paus (1294-1303)
- Dirk II van Heinsberg, Limburgs edelman
- Dragpa Öser, Tibetaans geestelijke
- Ferry III (~63), hertog van Lotharingen
- Hugo XIII van Lusignan (~43), Frans edelman
- Gijsbrecht IV van Amstel, Hollands edelman (jaartal bij benadering)

## In verhalen e.d.
- De Gijsbrecht van Aemstel van Joost van den Vondel speelt tijdens het Beleg van Amsterdam